# Reynaudia
Reynaudia is een geslacht uit de grassenfamilie (Poaceae). De soorten van dit geslacht komen voor in Zuid-Amerika.

## Soorten
De Catalogue of New World Grasses [12 april 2010] erkent de volgende soort:
- Reynaudia filiformis